# Otto Ludwig (Linguist)
Otto Ludwig (* 20. Juli 1931 in Bandoeng/Java; † 13. Februar 2019 in Griesheim) war ein deutscher Germanist, Linguist und Hochschullehrer.

## Leben und Wirken
Nach seiner Abiturprüfung 1952 in Köln studierte Otto Ludwig Evangelische Theologie und Germanistik, zunächst von 1952 bis 1958 an der Eberhard Karls Universität Tübingen bzw. der Universität Bonn und von 1958 bis 1961 an der Universität Köln. 1958 legte er das erste kirchliche Examen ab und 1961 das erste Staatsexamen für den höheren Schuldienst. Im Jahre 1961 promovierte er im Fach Evangelische Theologie an der Universität Bonn bei Martin Noth. Von 1961 bis 1967 arbeitete er als wissenschaftlicher Assistent an der Universität Gießen im Bereich Ältere Germanistik und anschließend bis 1970 als Akademischer Rat für Linguistik an der Freien Universität Berlin. 1970 übernahm er eine ordentliche Professur für Deutsche Sprache an der Universität Hannover.
In seinen Veröffentlichungen beschäftigte sich Otto Ludwig vor allem mit der Geschichte des Schulaufsatzes und der Theorie und Praxis des Schreibens.

## Veröffentlichungen (Auswahl)
- Die Stadt in der Jesaja-Apokalypse. Zur Datierung von Jes. 24–27. Dissertation Universität Bonn 1961.
- Thesen zu den Tempora im Deutschen. In: Zeitschrift für deutsche Philologie, Bd. 91 (1972), H. 1, S. 58–81.
- Funktionen geschriebener Sprache und ihr Zusammenhang mit Funktionen der gesprochenen und inneren Sprache. In: Zeitschrift für germanistische Linguistik, Bd. 8 (1980) H. 1, S. 74–92.
- Einige Gedanken zur Theorie des Schreibens. In: Siegfried Grosse (Hrsg.): Schriftsprachlichkeit. Schwann, Düsseldorf 1983, S. 37–73, ISBN 3-590-15659-7.
- Der Schulaufsatz. Seine Geschichte in Deutschland. de Gruyter, Berlin 1988, ISBN 3-11-011603-0 (504 S.).
- Die Produktion von Texten im Deutschunterricht. Tendenzen in der Aufsatzdidaktik und ihre Herkunft. In: Gerd Antos/Hans P. Krings (Hrsg.): Textproduktion. Ein interdisziplinärer Forschungsüberblick (= Konzepte der Sprach- und Literaturwissenschaft, Bd. 48). Niemeyer, Tübingen 1989, S. 328–347, ISBN 3-484-22048-1.
- (Mitautor): Jürgen Baurmann / Schreiben – schreiben in der Schule (= Germanistische Linguistik, Bd. 104/105). Olms, Hildesheim 1990, ISBN 3-487-09503-3.
- Integriertes und nicht-integriertes Schreiben. Zu einer Theorie des Schreibens. Eine Skizze. In: Jürgen Baurmann (Hrsg.): Schreiben. Prozesse, Prozeduren und Produkte. Westdeutscher Verlag, Opladen 1995, S. 273–287, ISBN 3-531-12627-X.
- Der Unterricht findet nicht statt. Zur Schreibpraxis der reformierten Oberstufe. In: Ann Peyer (Hrsg.): Norm, Normal und Didaktik – die Linguistik und ihre Schmuddelkinder. Niemeyer, Tübingen 1996, S. 221–240, ISBN 3-484-73036-6.
- Valentin Ickelsamers Beitrag zum Deutschunterricht. In: Zeitschrift für germanistische Linguistik, Bd. 28 (2000), H. 1, S. 23–40.
- Geschichte des Schreibens. Bd. 1: Von der Antike bis zum Buchdruck. de Gruyter, Berlin 2005, ISBN 3-11-018301-3.
- (mit Hans Lösener): Geschichte des Schulaufsatzes in Beispielen. Ein Arbeitsbuch. Schneider-Verlag Hohengehren, Baltmannsweiler 2007, ISBN 3-8340-0320-4.